# Resultate der Ständeratswahlen (1995–1999)
Dieser Artikel enthält die Resultate aller für die Zusammensetzung des schweizerischen Ständerats während der 45. Legislaturperiode (Oktober 1995 – Oktober 1999) massgeblichen Wahlen. Dies umfasst die zusammen mit den Nationalratswahlen vom 22. Oktober 1995 durchgeführten ordentlichen Wahlen, die Ersatzwahlen für während der Amtszeit zurückgetretene oder verstorbene Ratsmitglieder sowie die an eigenen Terminen durchgeführten ordentlichen Wahlen in den Kantonen Graubünden, Zug, Obwalden, Nidwalden und Appenzell Innerrhoden, deren Sieger (auch) zwischen 1995 und 1999 im Rat sassen.

## Wahlsystem
Ausführlicher hierzu: Ständerat – Wahlverfahren
Wahl und Amtsdauer der Ständeräte in die Zuständigkeit der Kantone fallen in die Zuständigkeit der Kantone. 1995 ergab sich dies aus der damals geltenden Bundesverfassung von 1874, die stillschweigend davon ausging.
Es entwickelte sich mit der Zeit allerdings eine gewisse Vereinheitlichung. Im betreffenden Zeitraum wurde in allen Kantonen der Ständerat direkt durch das Volk gewählt: In den meisten Kantonen an der Urne, in den Kantonen Appenzell Innerrhoden, Obwalden und Nidwalden (bis zu ihrer Abschaffung 1996) an der Landsgemeinde. In Appenzell Ausserrhoden fanden die ordentlichen Wahlen 1995 an der Urnen statt, die Ersatzwahl 1998 dagegen an der Landsgemeinde. Die Ständerate des Kantons Jura wurden im Proporzverfahren (Verhältniswahlrecht) gewählt, in allen anderen Kantonen galt das Majorzverfahren (Mehrheitswahlrecht). Dabei galt üblicherweise ein System mit zwei Wahlgängen: Im 1. Wahlgang muss ein Kandidat, um gewählt zu werden, das (unterschiedlich berechnete) absolute Mehr erreichen. Im 2. Wahlgang genügt das relative Mehr: Gewählt ist dann, wer am meisten Stimmen erhalten hat.
In allen Kantonen ausser Appenzell Innerrhoden, Graubünden, Nidwalden, Obwalden und Zug fanden die Ständeratswahlen für die 45. Legislaturperiode zusammen mit den Nationalratswahlen vom 22. Oktober 1995 statt. Für diese Kantone werden auch die letzten Ständeratswahlen vor dem 22. Oktober 1995 aufgeführt. Dies deshalb, weil die Sieger jener Wahlen aufgrund dieser Wahlsiege während der 45. Legislaturperiode im Ständerat sassen.

## Kanton Aargau

### Ordentliche Wahl, 1. Wahlgang (22. Oktober 1995)
Weil im 1. Wahlgang kein Kandidat das absolute Mehr von 66'409 Stimmen erreichte, musste ein 2. Wahlgang angesetzt werden.
|  | Kandidat               | Partei      | Stimmen | %      | Ergebnis |
|  | ---------------------- | ----------- | ------- | ------ | -------- |
|  | Willy Loretan (bisher) | FDP         | 59'359  | 44,7 % |          |
|  | Maximilian Reimann     | SVP         | 58'850  | 44,3 % |          |
|  | Josef Bürge            | CVP         | 41'182  | 31,0 % |          |
|  | Doris Stump            | SP          | 35'887  | 27,0 % |          |
|  | Kathrin Kuhn           | Grüne       | 19'413  | 14,6 % |          |
|  | Dragan Najman          | SD          | 7'371   | 5,5 %  |          |
|  | Vereinzelte            | Vereinzelte | 11'725  | 8,8 %  |          |

### Ordentliche Wahl, 2. Wahlgang (26. November 1995)
Weil im 1. Wahlgang kein Kandidat das absolute Mehr erreicht hatte, fand am 28. November 1999 ein 2. Wahlgang statt. Dabei galt das relative Mehr, dies bedeutet, gewählt war jener Kandidat, der am meisten Stimmen erreichte.
|  | Kandidat               | Partei | Stimmen | %      | Ergebnis |
|  | ---------------------- | ------ | ------- | ------ | -------- |
|  | Willy Loretan (bisher) | FDP    | 53'770  | 54,6 % | gewählt  |
|  | Maximilian Reimann     | SVP    | 53'642  | 54,4 % | gewählt  |
|  | Josef Bürge            | CVP    | 48'911  | 49,6 % |          |

## Kanton Appenzell Ausserrhoden(1 Sitz)

### Ordentliche Wahl (22. Oktober 1995)
|  | Kandidat             | Partei      | Stimmen | %      | Ergebnis |
|  | -------------------- | ----------- | ------- | ------ | -------- |
|  | Otto Schoch (bisher) | FDP         | 13'352  | 94,8 % | gewählt  |
|  | Vereinzelte          | Vereinzelte | 726     | 5,2 %  |          |

### Ersatzwahl Schoch (27. April 1997)
Weil Ständerat Schoch zurücktrat, wählte die Landsgemeinde vom 27. April 1997 seine Nachfolge. Es kandidierten der offizielle FDP-Kandidat Landammann Hans Höhener sowie Hans-Rudolf Merz, auch FDP-Mitglied, jedoch von einem überparteilich-bürgerlichen Komitee nominiert und von der SVP unterstützt. In der Landsgemeinde wurden zudem spontan Paul Veuillemier (SP) und Kantonsrätin Ruth Tobler vorgeschlagen. Nachdem im 2. Wahlgang kein eindeutiges Mehr festgestellt werden konnte, siegte Merz im 3. Wahlgang klar.
|  | Kandidat         | Partei | Ergebnis                     |
|  | ---------------- | ------ | ---------------------------- |
|  | Hans-Rudolf Merz | FDP 1  | gewählt                      |
|  | Hans Höhener     | FDP    | ausgeschieden im 3. Wahlgang |
|  | Paul Veuillemier | SP     | ausgeschieden im 1. Wahlgang |
|  | Ruth Tobler      |        | ausgeschieden im 1. Wahlgang |

## Kanton Appenzell Innerrhoden(1 Sitz)

### Ordentliche Wahl 1995 (30. April 1995)
An der Landsgemeinde vom 30. April 1995 wurde der bisherige Ständerat Carlo Schmid-Sutter wieder gewählt.
|  | Kandidat                     | Partei | Ergebnis |
|  | ---------------------------- | ------ | -------- |
|  | Carlo Schmid-Sutter (bisher) | CVP    | gewählt  |

### Ordentliche Wahl 1999 (24. April 1999)
An der Landsgemeinde vom 24. April 1999 wurde der bisherige Ständerat Carlo Schmid-Sutter wieder gewählt.
|  | Kandidat                     | Partei | Ergebnis |
|  | ---------------------------- | ------ | -------- |
|  | Carlo Schmid-Sutter (bisher) | CVP    | gewählt  |

## Kanton Basel-Landschaft(1 Sitz)

### Ordentliche Wahl (22. Oktober 1995)
|  | Kandidat             | Partei      | Stimmen | %      | Ergebnis |
|  | -------------------- | ----------- | ------- | ------ | -------- |
|  | René Rhinow (bisher) | FDP         | 41'259  | 69,3 % | gewählt  |
|  | Peter Brunner        | SD          | 9'151   | 15,4 % |          |
|  | Manfred Reist        | Grüne       | 3'380   | 5,7 %  |          |
|  | Vereinzelte          | Vereinzelte | 5'719   | 9,6 %  |          |

## Kanton Basel-Stadt(1 Sitz)

### Ordentliche Wahl (22. Oktober 1995)
|  | Kandidat                    | Partei      | Stimmen | %      | Ergebnis |
|  | --------------------------- | ----------- | ------- | ------ | -------- |
|  | Gian-Reto Plattner (bisher) | SP          | 31'872  | 57,2 % | gewählt  |
|  | Thomas Staehelin            | LDP         | 18'715  | 33,6 % |          |
|  | Werner Furrer               | SD          | 4'744   | 8,5 %  |          |
|  | Vereinzelte                 | Vereinzelte | 401     | 0,7 %  |          |

## Kanton Bern

### Ordentliche Wahl (22. Oktober 1995)
|  | Kandidat                  | Partei      | Stimmen | %      | Ergebnis |
|  | ------------------------- | ----------- | ------- | ------ | -------- |
|  | Christine Beerli (bisher) | FDP         | 152'699 | 61,9 % | gewählt  |
|  | Ulrich Zimmerli (bisher)  | SVP         | 142'569 | 57,8 % | gewählt  |
|  | Rudolf Strahm             | SP          | 94'048  | 38,1 % |          |
|  | Luzius Theiler            | GPB-DA      | 4'797   | 1,9 %  |          |
|  | Vereinzelte               | Vereinzelte | 17'867  | 7,2 %  |          |

## Kanton Freiburg

### Ordentliche Wahl, 1. Wahlgang (22. Oktober 1995)
Im 1. Wahlgang erreichte nur Anton Cottier das absolute Mehr von 28'120 Stimmen. Es musste daher ein 2. Wahlgang angesetzt werden.
|  | Kandidat                | Partei | Stimmen | %      | Ergebnis |
|  | ----------------------- | ------ | ------- | ------ | -------- |
|  | Anton Cottier (bisher)  | CVP    | 31'904  | 56,7 % | gewählt  |
|  | Monique Pichonnaz Ogier | FDP    | 21'800  | 38,8 % |          |
|  | Pierre Aeby             | SP     | 18'733  | 33,3 % |          |
|  | Madleine Duc            | CSP    | 11'852  | 21,1 % |          |
|  | Jean-Luc Piller         | SVP    | 6'091   | 10,8 % |          |

### Ordentliche Wahl, 2. Wahlgang (12. November 1995)
Im 1. Wahlgang hatte nur Anton Cottier das absolute Mehr erreicht. Daher fand ein 2. Wahlgang statt.
|  | Kandidat                | Partei | Stimmen | %      | Ergebnis |
|  | ----------------------- | ------ | ------- | ------ | -------- |
|  | Pierre Aeby             | SP     | 23'723  | 52,4 % | gewählt  |
|  | Monique Pichonnaz Ogier | FDP    | 21'584  | 47,6 % |          |

## Kanton Genf

### Ordentliche Wahl (22. Oktober 1995)
|  | Kandidat                | Partei | Stimmen | %      | Ergebnis |
|  | ----------------------- | ------ | ------- | ------ | -------- |
|  | Christiane Brunner      | SP     | 38'727  | 54,6 % | gewählt  |
|  | Françoise Saudan        | FDP    | 34'114  | 48,1 % | gewählt  |
|  | Gilbert Coutau (bisher) | LPS    | 32'744  | 46,1 % |          |
|  | Paolo Gilardi           | AdG    | 26'009  | 36,7 % |          |

## Kanton Glarus

### Ordentliche Wahl (22. Oktober 1995)
|  | Kandidat                 | Partei      | Stimmen | %      | Ergebnis |
|  | ------------------------ | ----------- | ------- | ------ | -------- |
|  | Fritz Schiesser (bisher) | FDP         | 4'945   | 85,4 % | gewählt  |
|  | Kaspar Rhyner (bisher)   | FDP         | 4'139   | 71,5 % | gewählt  |
|  | Vereinzelte              | Vereinzelte | 1'385   | 23,5 % |          |

### Ersatzwahl Rhyner, 1. Wahlgang (15. März 1998)
Weil Ständerat Rhyner zurücktrat, fand im März 1998 eine Ersatzwahl statt. Im 1. Wahlgang erreichte kein Kandidat das absoluten Mehr von 5'455 Stimmen. Es musste daher ein 2. Wahlgang angesetzt werden.
|  | Kandidat    | Partei      | Stimmen | %      | Ergebnis |
|  | ----------- | ----------- | ------- | ------ | -------- |
|  | This Jenny  | SVP         | 5'245   | 48,1 % |          |
|  | Willy Kamm  | FDP         | 5'000   | 45,8 % |          |
|  | Vereinzelte | Vereinzelte | 665     | 6,1 %  |          |

### Ersatzwahl Rhyner, 2. Wahlgang (29. März 1998)
Im 1. Wahlgang hatte kein Kandidat das absolute Mehr erreicht. Daher fand ein 2. Wahlgang statt.
|  | Kandidat    | Partei      | Stimmen | %      | Ergebnis |
|  | ----------- | ----------- | ------- | ------ | -------- |
|  | This Jenny  | SVP         | 5'089   | 53,5 % | gewählt  |
|  | Willy Kamm  | FDP         | 4'347   | 45,7 % |          |
|  | Vereinzelte | Vereinzelte | 70      | 0,7 %  |          |

## Kanton Graubünden
Im Kanton Zug fanden die Ständeratswahlen bis 2007 nicht zusammen mit den Nationalratswahlen statt wie in den meisten anderen Kantonen, sondern jeweils bereits ein Jahr vorher. Weil sowohl die Wahl vom 25. September 1994 wie auch diejenige vom 27. September 1998 die Zusammensetzung des Ständerats während der Legislaturperiode 1999/2003 beeinflussten, sind die Ergebnisse beider Wahlen aufgeführt.

### Ordentliche Wahl 1994, 1. Wahlgang (25. September 1994)
Im 1. Wahlgang erreichte nur Christoffel Brändli das absolute Mehr von 22'626 Stimmen. Es musste daher ein 2. Wahlgang angesetzt werden.
|  | Kandidat            | Partei      | Stimmen | %      | Ergebnis |
|  | ------------------- | ----------- | ------- | ------ | -------- |
|  | Christoffel Brändli | SVP         | 22'903  | 54,5 % | gewählt  |
|  | Theo Maissen        | CVP         | 16'796  | 40,0 % |          |
|  | Andrea Hämmerle     | SP          | 14'308  | 34,0 % |          |
|  | Johannes Flury      | FDP         | 13'325  | 31,7 % |          |
|  | Vereinzelte         | Vereinzelte | 544     | 1,3 %  |          |

### Ordentliche Wahl 1994, 2. Wahlgang (16. Oktober 1994)
Im 1. Wahlgang hatte nur Christoffel Brändli das absolute Mehr erreicht. Daher fand ein 2. Wahlgang statt.
|  | Kandidat        | Partei      | Stimmen | %      | Ergebnis |
|  | --------------- | ----------- | ------- | ------ | -------- |
|  | Theo Maissen    | CVP         | 16'311  | 65,0 % | gewählt  |
|  | Andrea Hämmerle | SP          | 8'491   | 33,8 % |          |
|  | Vereinzelte     | Vereinzelte | 284     | 1,1 %  |          |

### Ordentliche Wahl 1998 (27. September 1998)
|  | Kandidat                     | Partei      | Stimmen | %      | Ergebnis |
|  | ---------------------------- | ----------- | ------- | ------ | -------- |
|  | Christoffel Brändli (bisher) | SVP         | 29'459  | 64,4 % | gewählt  |
|  | Theo Maissen (bisher)        | CVP         | 28'451  | 62,2 % | gewählt  |
|  | Silva Semadeni               | SP          | 15'997  | 35,0 % |          |
|  | Vereinzelte                  | Vereinzelte | 710     | 1,6 %  |          |

## Kanton Jura

### Ordentliche Wahl (22. Oktober 1995)
Im Kanton Jura wird der Ständerat nach Proporz (Verhältniswahlrecht) gewählt. Massgeblich ist also zuerst die Stimmenzahl der Parteien und dann nur innerhalb der Partei die Stimmenzahl der einzelnen Kandidierenden.
|                                  | Partei                              | Stimmen | %      | Kandidat                | Stimmen | Ergebnis |
| -------------------------------- | ----------------------------------- | ------- | ------ | ----------------------- | ------- | -------- |
|                                  | Christlichdemokratische Volkspartei | 15'703  | 39,1 % | Pierre Paupe            | 7'228   | gewählt  |
| Marie-Madeleine Prongué (bisher) | Christlichdemokratische Volkspartei | 15'703  | 39,1 % | 6'462                   |         |          |
|                                  | Sozialdemokratische Partei          | 14'448  | 36,0 % | Pierre-Alain Gentil     | 7'404   | gewählt  |
| Corinne Juillerat                | Sozialdemokratische Partei          | 14'448  | 36,0 % | 6'231                   |         |          |
|                                  | Freisinnig-Demokratische Partei     | 8'046   | 24,8 % | Nicolas Carnat (bisher) | 4'565   |          |
| Jean-Marie Voirol                | Freisinnig-Demokratische Partei     | 8'046   | 24,8 % | 3'815                   |         |          |

## Kanton Luzern

### Ordentliche Wahl, 1. Wahlgang (22. Oktober 1995)
Im 1. Wahlgang erreichte kein Kandidat das absoluten Mehr von 53'701 Stimmen. Es musste daher ein 2. Wahlgang angesetzt werden.
|  | Kandidat              | Partei      | Stimmen | %      | Ergebnis |
|  | --------------------- | ----------- | ------- | ------ | -------- |
|  | Franz Wicki           | CVP         | 49'156  | 45,8 % |          |
|  | Helen Leumann-Würschm | FDP         | 37'185  | 34,6 % |          |
|  | Hans Widmer           | SP          | 19'969  | 18,6 % |          |
|  | Josef Scherrer        | SVP         | 19'918  | 18,5 % |          |
|  | Adrian Schmid         | Grüne       | 12'378  | 11,5 % |          |
|  | Thomas Blättler       | SD          | 4'382   | 4,1 %  |          |
|  | Beatris Stadler       | parteilos   | 2'867   | 2,7 %  |          |
|  | Vereinzelte           | Vereinzelte | 4'177   | 3,9 %  |          |

### Ordentliche Wahl, 2. Wahlgang (26. November 1995)
eil im 1. Wahlgang kein Kandidat das absolute Mehr erreicht hatte, musste ein 2. Wahlgang angesetzt werden. Weil sich für diesen 2. Wahlgang aber nur Franz Wicki und Helen Leumann-Würsch anmeldeten, wurde diese beiden Kandidaten in stiller Wahl gewählt.
|  | Kandidat             | Partei | Stimmen     | Ergebnis |
|  | -------------------- | ------ | ----------- | -------- |
|  | Franz Wicki          | CVP    | stille Wahl | gewählt  |
|  | Helen Leumann-Würsch | FDP    | stille Wahl | gewählt  |

## Kanton Neuenburg

### Ordentliche Wahl (22. Oktober 1995)
|  | Kandidat                | Partei | Stimmen | %      | Ergebnis |
|  | ----------------------- | ------ | ------- | ------ | -------- |
|  | Thierry Béguin (bisher) | FDP    | 17'728  | 56,5 % | gewählt  |
|  | Jean Cavadini (bisher)  | LPS    | 17'206  | 54,8 % | gewählt  |
|  | Bernard Soguel          | SP     | 8'671   | 27,6 % |          |
|  | Fernand Cuche           | Grüne  | 6'833   | 21,8 % |          |
|  | Alain Bringolf          | PdA    | 5'715   | 18,2 % |          |

## Kanton Nidwalden(1 Sitz)
Erläuterung etc.

### Ordentliche Wahl 1994 (24. April 1994)
An der Landsgemeinde vom 24. April 1994 wurde der bisherige Ständerat Peter-Josef Schallberger wieder gewählt.
|  | Kandidat                          | Partei | Ergebnis |
|  | --------------------------------- | ------ | -------- |
|  | Peter-Josef Schallberger (bisher) | CVP    | gewählt  |

### Ordentliche Wahl  1998 (15. März 1998)
|  | Kandidat                          | Partei    | Stimmen | %      | Ergebnis |
|  | --------------------------------- | --------- | ------- | ------ | -------- |
|  | Peter-Josef Schallberger (bisher) | CVP       | 7'975   | 80,3 % | gewählt  |
|  | Daniela Filliger                  | parteilos | 1'959   | 19,7 % |          |

## Kanton Obwalden(1 Sitz)

### Ordentliche Wahl (24. April 1994)
An der Landsgemeinde vom 24. April 1994 wurde der bisherige Ständerat Niklaus Küchler wieder gewählt.
|  | Kandidat                 | Partei | Ergebnis |
|  | ------------------------ | ------ | -------- |
|  | Niklaus Küchler (bisher) | CVP    | gewählt  |

## Kanton Schaffhausen

### Ordentliche Wahl (22. Oktober 1995)
|  | Kandidat                 | Partei      | Stimmen | %      | Ergebnis |
|  | ------------------------ | ----------- | ------- | ------ | -------- |
|  | Kurt Schüle (bisher)     | FDP         | 14'385  | 46,4 % | gewählt  |
|  | Bernhard Seiler (bisher) | SVP         | 12'515  | 40,4 % | gewählt  |
|  | Silvia Pfeiffer          | SP          | 9'287   | 30,0 % |          |
|  | René Steiner             | parteilos 2 | 5'843   | 18,9 % |          |
|  | Rolf Zubler              | parteilos 2 | 4'007   | 12,9 % |          |
|  | Vereinzelte              | Vereinzelte | 970     | 3,1 %  |          |

## Kanton Schwyz

### Ordentliche Wahl (22. Oktober 1995)
|  | Kandidat             | Partei      | Stimmen | %      | Ergebnis |
|  | -------------------- | ----------- | ------- | ------ | -------- |
|  | Bruno Frick (bisher) | CVP         | 14'907  | 75,1 % | gewählt  |
|  | Hans Bisig (bisher)  | FDP         | 11'734  | 59,1 % | gewählt  |
|  | Vereinzelte          | Vereinzelte | 3'177   | 16,0 % |          |

## Kanton Solothurn

### Ordentliche Wahl (22. Oktober 1995)
|  | Kandidat                 | Partei      | Stimmen | %      | Ergebnis |
|  | ------------------------ | ----------- | ------- | ------ | -------- |
|  | Rolf Büttiker (bisher)   | FDP         | 42'621  | 59,9 % | gewählt  |
|  | Rosmarie Simmen (bisher) | CVP         | 42'186  | 59,3 % | gewählt  |
|  | Bea Heim                 | SP          | 16'400  | 23,0 % |          |
|  | Marguerite Misteli       | Grüne       | 11'093  | 15,6 % |          |
|  | Markus Borner            | SD          | 5'603   | 7,9 %  |          |
|  | Vereinzelte              | Vereinzelte | 428     | 0,6 %  |          |

## Kanton St. Gallen

### Ordentliche Wahl (22. Oktober 1995)
|  | Kandidat               | Partei      | Stimmen | %      | Ergebnis |
|  | ---------------------- | ----------- | ------- | ------ | -------- |
|  | Paul Gemperli (bisher) | CVP         | 74'100  | 72,6 % | gewählt  |
|  | Erika Forster          | FDP         | 71'664  | 70,2 % | gewählt  |
|  | Hildegard Fässler      | SP          | 23'574  | 23,1 % |          |
|  | Bernd Lehnherr         | SD          | 9'712   | 9,5 %  |          |
|  | Vereinzelte            | Vereinzelte | 5'295   | 5,2 %  |          |

## Kanton Tessin

### Ordentliche Wahl, 1. Wahlgang (22. Oktober 1995)
Weil im 1. Wahlgang kein Kandidat das absolute Mehr von 46'060 Stimmen erreichte, musste ein 2. Wahlgang angesetzt werden.
|  | Kandidat           | Partei    | Stimmen | %      | Ergebnis |
|  | ------------------ | --------- | ------- | ------ | -------- |
|  | Dick Marty         | FDP       | 33'528  | 36,4 % |          |
|  | Renzo Respini      | CVP       | 31'497  | 34,2 % |          |
|  | Pierre Rusconi     | Lega      | 18'221  | 19,8 % |          |
|  | Virginio Pedroni   | SP        | 13'540  | 14,7 % |          |
|  | Sonja Crivelli     | PdA       | 3'970   | 4,3 %  |          |
|  | Gianfranco Soldati | PdL 3     | 2'615   | 2,8 %  |          |
|  | Lele Delcò         | parteilos | 1'029   | 1,1 %  |          |
|  | Domenico Cerabona  | parteilos | 149     | 0,2 %  |          |

### Ordentliche Wahl, 2. Wahlgang (12. November 1995)
Weil im 1. Wahlgang kein Kandidat das absolute Mehr erreicht hatte, fand am 12. November 1995 ein 2. Wahlgang statt. Dabei galt das relative Mehr, dies bedeutet, gewählt waren jene zwei Kandidaten, die am meisten Stimmen erreichten.
|  | Kandidat         | Partei | Stimmen | %      | Ergebnis |
|  | ---------------- | ------ | ------- | ------ | -------- |
|  | Dick Marty       | FDP    | 35'318  | 48,4 % | gewählt  |
|  | Filippo Lombardi | CVP    | 34'314  | 47,0 % | gewählt  |
|  | Pierre Rusconi   | Lega   | 16'660  | 22,8 % |          |

## Kanton Thurgau

### Ordentliche Wahl (22. Oktober 1995)
|  | Kandidat              | Partei      | Stimmen | %      | Ergebnis |
|  | --------------------- | ----------- | ------- | ------ | -------- |
|  | Thomas Onken (bisher) | SP          | 35'299  | 59,5 % | gewählt  |
|  | Hans Uhlmann (bisher) | SVP         | 33'586  | 56,6 % | gewählt  |
|  | Ursula Brasey         | FDP         | 16'188  | 27,3 % |          |
|  | Felix Huwiler         | FPS         | 10'124  | 17,1 % |          |
|  | Uta Bollinger         | EVP         | 8'552   | 14,4 % |          |
|  | Vereinzelte           | Vereinzelte | 986     | 1,6 %  |          |

## Kanton Uri

### Ordentliche Wahl, 1. Wahlgang (22. Oktober 1995)
Im 1. Wahlgang erreichte nur Hans Danioth das absolute Mehr von 4'735 Stimmen. Es musste daher ein 2. Wahlgang angesetzt werden. Die CVP stellte drei Kandidaten für die zwei Sitze, um eine Auswahl präsentieren zu können.
|  | Kandidat              | Partei      | Stimmen | %      | Ergebnis |
|  | --------------------- | ----------- | ------- | ------ | -------- |
|  | Hans Danioth (bisher) | CVP         | 6'602   | 69,7 % | gewählt  |
|  | Hansheiri Inderkum    | CVP         | 4'226   | 44,6 % |          |
|  | Hans Stadler          | CVP         | 4'042   | 42,7 % |          |
|  | Silvia Läubli         | SP          | 2'140   | 22,6 % |          |
|  | Otto Odermatt         | parteilos   | 215     | 2,3 %  |          |
|  | Vereinzelte           | Vereinzelte | 424     | 4,5 %  |          |

### Ordentliche Wahl, 2. Wahlgang (26. November 1995)
Im 1. Wahlgang hatte nur Hans Danioth das absolute Mehr erreicht. Daher fand ein 2. Wahlgang statt.
|  | Kandidat           | Partei      | Stimmen | %      | Ergebnis |
|  | ------------------ | ----------- | ------- | ------ | -------- |
|  | Hansheiri Inderkum | CVP         | 4'232   | 50,9 % | gewählt  |
|  | Hans Stadler       | CVP         | 3'323   | 40,0 % |          |
|  | Walter A. Stöckli  | parteilos   | 620     | 7,5 %  |          |
|  | Vereinzelte        | Vereinzelte | 134     | 1,6 %  |          |

## Kanton Waadt

### Ordentliche Wahl, 1. Wahlgang (22. Oktober 1995)
Weil im 1. Wahlgang kein Kandidat das absolute Mehr von 56'423 Stimmen erreichte, musste ein 2. Wahlgang angesetzt werden.
|  | Kandidat                | Partei      | Stimmen | %      | Ergebnis |
|  | ----------------------- | ----------- | ------- | ------ | -------- |
|  | Jacques Martin (bisher) | FDP         | 54'711  | 48,5 % |          |
|  | Éric Rochat             | LPS         | 51'624  | 45,7 % |          |
|  | Yvette Jaggi            | SP          | 41'375  | 36,7 % |          |
|  | Daniel Brélaz           | Grüne       | 28'050  | 24,9 % |          |
|  | Josef Zisyadis          | PdA         | 20'849  | 18,5 % |          |
|  | Luc Recordon            | ASV 4       | 6'737   | 6,0 %  |          |
|  | Jean-Michel Dolivo      | Sol         | 4'841   | 4,3 %  |          |
|  | Vereinzelte             | Vereinzelte | 1'655   | 1,5 %  |          |

### Ordentliche Wahl, 2. Wahlgang (5. November 1995)
Weil im 1. Wahlgang kein Kandidat das absolute Mehr erreicht hatte, fand ein 2. Wahlgang statt. Dabei galt das relative Mehr, dies bedeutet, gewählt waren jene zwei Kandidaten, die am meisten Stimmen erreichten.
|  | Kandidat                | Partei      | Stimmen | %      | Ergebnis |
|  | ----------------------- | ----------- | ------- | ------ | -------- |
|  | Jacques Martin (bisher) | FDP         | 52'992  | 57,5 % | gewählt  |
|  | Éric Rochat             | LPS         | 49'959  | 54,2 % | gewählt  |
|  | Yvette Jaggi            | SP          | 41'597  | 45,1 % |          |
|  | Daniel Brélaz           | Grüne       | 33'877  | 36,8 % |          |
|  | Vereinzelte             | Vereinzelte | 580     | 0,6 %  |          |

## Kanton Wallis

### Ordentliche Wahl, 1. Wahlgang (22. Oktober 1995)
Im 1. Wahlgang erreichte nur Édouard Delalay das absolute Mehr von 44'538 Stimmen. Es musste daher ein 2. Wahlgang angesetzt werden.
|  | Kandidat                         | Partei | Stimmen | %      | Ergebnis |
|  | -------------------------------- | ------ | ------- | ------ | -------- |
|  | Édouard Delalay (bisher)         | CVP    | 47'715  | 53,6 % | gewählt  |
|  | Peter Bloetzer (bisher)          | CVP    | 44'518  | 49,9 % |          |
|  | Cilette Cretton                  | FDP    | 21'378  | 24,0 % |          |
|  | Peter Bodenmann                  | SP     | 20'756  | 23,3 % |          |
|  | Anne-Christine Bagnoud-Essellier | SP     | 18'278  | 20,5 % |          |

### Ordentliche Wahl, 2. Wahlgang (29. Oktober 1995)
Weil im 1. Wahlgang kein Kandidat das absolute Mehr erreicht hatte, fand am 29. Oktober 1995 ein 2. Wahlgang statt. Dabei war Peter Bloetzer einziger wählbarer Kandidat (im Kanton Wallis sind nur angemeldete Kandidaten wählbar). Da das damalige Walliser Wahlrecht die Möglichkeit einer stillen Wahl nicht vorsah, musste dennoch ein Urnengang stattfinden. Die Wahlbeteiligung betrug 11,1 %.
|  | Kandidat                | Partei | Stimmen | %       | Ergebnis |
|  | ----------------------- | ------ | ------- | ------- | -------- |
|  | Peter Bloetzer (bisher) | CVP    | 16'799  | 100,0 % | gewählt  |

## Kanton Zug
Im Kanton Zug fanden die Ständeratswahlen bis 2007 nicht zusammen mit den Nationalratswahlen statt wie in den meisten anderen Kantonen, sondern jeweils bereits ein Jahr vorher. Weil sowohl die Wahlen vom 13. November / 18. Dezember 1994 wie auch diejenige vom 25. Oktober 1998 die Zusammensetzung des Ständerats während der Legislaturperiode 1995/1999 beeinflussten, sind die Ergebnisse beider Wahlen aufgeführt.

### Ordentliche Wahl 1994, 1. Wahlgang (13. November 1994)
Weil im 1. Wahlgang kein Kandidat das absolute Mehr von 14'163 Stimmen erreichte, musste ein 2. Wahlgang angesetzt werden. Innerhalb der CVP kandidierte Urs B. Wyss gegen die offizielle Parteikandidatin Martha Hitz-Würms.
|  | Kandidat                    | Partei    | Stimmen | %      | Ergebnis |
|  | --------------------------- | --------- | ------- | ------ | -------- |
|  | Andreas Iten (bisher)       | FDP       | 14'069  | 49,7 % |          |
|  | Urs B. Wyss                 | CVP 5     | 7'642   | 27,0 % |          |
|  | Martha Hitz-Würms           | CVP       | 7'447   | 26,3 % |          |
|  | Susanna Fassbind            | MfZ/BL 6  | 4'912   | 17,3 % |          |
|  | Rosemarie Rossi Andenmatten | SP        | 4'862   | 17,2 % |          |
|  | André Graf                  | SVP       | 3'200   | 11,3 % |          |
|  | Doris Angst Yilmaz          | parteilos | 2'697   | 9,5 %  |          |

### Ordentliche Wahl 1994, 2. Wahlgang (18. Dezember 1994)
Im 1. Wahlgang hatte kein Kandidat das absolute Mehr erreicht. Daher fand ein 2. Wahlgang statt. Die CVP ersetzte ihre Kandidatin Martha Hitz-Würms, die im 1. Wahlgang schlecht abgeschnitten hatte, durch Peter Bieri.
|  | Kandidat                    | Partei   | Stimmen | %      | Ergebnis |
|  | --------------------------- | -------- | ------- | ------ | -------- |
|  | Andreas Iten (bisher)       | FDP      | 12'706  | 54,9 % | gewählt  |
|  | Peter Bieri                 | CVP      | 8'721   | 37,7 % | gewählt  |
|  | Urs B. Wyss                 | CVP 7    | 7'975   | 34,5 % |          |
|  | Susanna Fassbind            | MfZ/BL 8 | 4'871   | 21,1 % |          |
|  | Rosemarie Rossi Andenmatten | SP       | 4'174   | 18,0 % |          |

### Ordentliche Wahl 1998 (25. Oktober 1998)
|  | Kandidat             | Partei | Stimmen | %      | Ergebnis |
|  | -------------------- | ------ | ------- | ------ | -------- |
|  | Peter Bieri (bisher) | CVP    | 18'131  | 65,7 % | gewählt  |
|  | Rolf Schweiger       | FDP    | 16'823  | 61,0 % | gewählt  |
|  | Urs Birchler         | SP     | 7'522   | 27,3 % |          |
|  | Hans Durrer          | SVP    | 5'823   | 21,1 % |          |

## Kanton Zürich

### Ordentliche Wahl, 1. Wahlgang (22. Oktober 1995)
Im 1. Wahlgang erreichte nur Monika Weber das absolute Mehr von 135'565 Stimmen. Es musste daher ein 2. Wahlgang angesetzt werden.
|  | Kandidat              | Partei      | Stimmen | %      | Ergebnis |
|  | --------------------- | ----------- | ------- | ------ | -------- |
|  | Monika Weber (bisher) | LdU         | 163'493 | 53,0 % | gewählt  |
|  | Vreni Spoerry         | FDP         | 133'188 | 43,2 % |          |
|  | Toni Bortoluzzi       | SVP         | 103'467 | 33,5 % |          |
|  | Anita Thanei          | SP          | 73'302  | 23,7 % |          |
|  | Hans Steffen          | SD          | 15'210  | 4,9 %  |          |
|  | Ruth Genner           | Grüne       | 14'834  | 4,8 %  |          |
|  | Christine Goll        | FraP!       | 9'838   | 3,2 %  |          |
|  | Andreas Dreisiebner   | JCVP        | 1238    | 0,4 %  |          |
|  | Felix-Urs Kägi        | NGP         | 264     | 0,1 %  |          |
|  | Vereinzelte           | Vereinzelte | 26'115  | 8,5 %  |          |

### Ordentliche Wahl, 2. Wahlgang (26. November 1995)
Im 1. Wahlgang hatte nur Monika Weber das absolute Mehr erreicht. Daher fand ein 2. Wahlgang statt. Ausser Vreni Spoerry hatten dabei alle offiziellen Bewerber ihre Kandidatur zurückgezogen.
|  | Kandidat      | Partei      | Stimmen | %      | Ergebnis |
|  | ------------- | ----------- | ------- | ------ | -------- |
|  | Vreni Spoerry | FDP         | 172'119 | 87,9 % | gewählt  |
|  | Vereinzelte   | Vereinzelte | 23'621  | 12,1 % |          |

### Ersatzwahl Weber (7. Juni 1998)
Weil Ständerätin Weber zurücktrat, fand im Juni 1998 eine Ersatzwahl statt.
|  | Kandidat      | Partei      | Stimmen | %      | Ergebnis |
|  | ------------- | ----------- | ------- | ------ | -------- |
|  | Hans Hofmann  | SVP         | 146'734 | 57,8 % | gewählt  |
|  | Regine Aeppli | SP          | 103'879 | 40,9 % |          |
|  | Vereinzelte   | Vereinzelte | 3'281   | 1,3 %  |          |